# Héricourt-sur-Thérain
Héricourt-sur-Thérain ist eine französische Gemeinde mit 108 Einwohnern (Stand 1. Januar 2022) im Département Oise in der Region Hauts-de-France. Die Gemeinde liegt im Arrondissement Beauvais und ist Teil der Communauté de communes de la Picardie Verte und des Kantons Grandvilliers.

## Geographie
Die bis 1946 als Héricourt-Saint-Samson bezeichnete Gemeinde, zu der ein Teil des Weilers La Chaussée im Norden, der Weiler Beaumont, das Gehöft Beaudechon, ein Teil von Bois aux Moines, der Weiler La Houssoye, das Gehöft Beauve auf der Hochfläche nördlich des Thérain und der Weiler Au-delà-de-l‘Eau südlich des Gewässers gehören, liegt rund neun Kilometer nordwestlich von Songeons am nördlichen Ufer des Thérain.

## Einwohner
| 1962 | 1968 | 1975 | 1982 | 1990 | 1999 | 2006 | 2011 |
| ---- | ---- | ---- | ---- | ---- | ---- | ---- | ---- |
| 107  | 86   | 74   | 79   | 73   | 85   | 116  | 119  |

## Sehenswürdigkeiten
- Kirche Saint-Martin, 1859 errichtet
- Kriegerdenkmal

## Weblinks

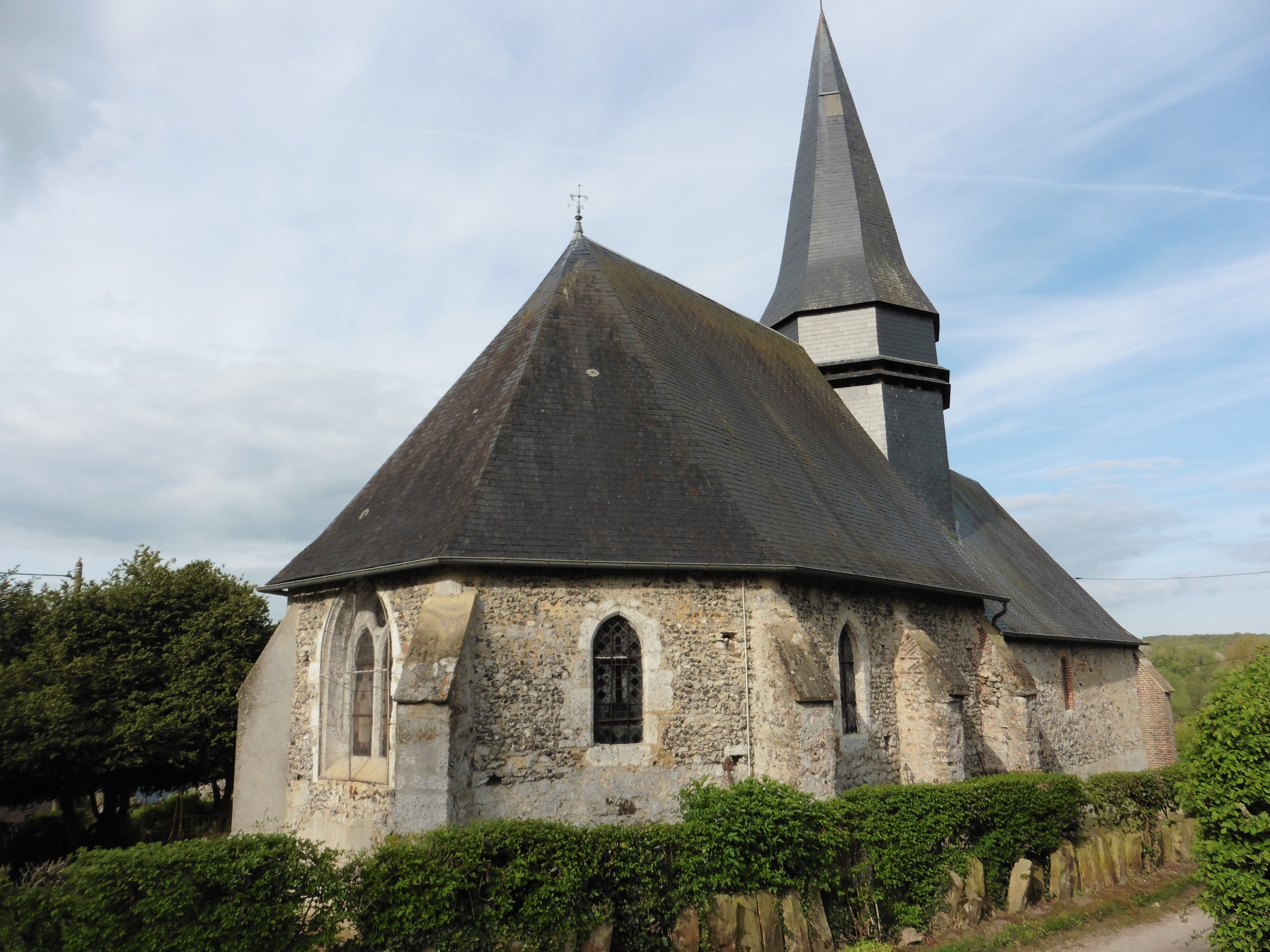
Kirche Saint-Martin